# Drosophila greerae
Drosophila greerae är en tvåvingeart som beskrevs av Sarah Bedichek Pipkin och William B. Heed 1964. Drosophila greerae ingår i släktet Drosophila och familjen daggflugor.
Artens utbredningsområde är Panama.